# 山本ソニア
山本 ソニア（やまもと ソニア、1995年5月5日 - ）は、日本のファッションモデル。
東京都出身、フランス・パリ育ち。上智大学総合グローバル学部卒業。イプシロン所属。

## 略歴
チュニジア人の父と日本人の母との間に生まれたハーフ。小学校3年生ごろから高校2年生までフランスで生活する。
フランスの学校在学中の2009年、夏休み中に一時日本へ帰国し、サトルジャパンよりモデルデビューする。その後も、パリの高校に通いながら休暇中に日本でモデル活動するという生活を送っていたが、2011年9月に日本のインターナショナルスクールへ転校する。
ファッションが好きで日本の「カワイイ」文化に憧れを抱いていたことから、卒業後は日本の大学へ進学して学業とモデル業を両立することを決意。2014年に上智大学に新設された総合グローバル学部に第1期生として入学し、また同年にレプロエンタテインメントへ移籍する。
2015年、徳間書店のファッション雑誌『LARME』のレギュラーモデルをvol.16（2015年7月号）より務める。
2018年3月に上智大学を卒業。

## 人物
前述のとおり、チュニジア人の父と日本人の母を持つ。また兄が1人、弟が1人いる。
両親が日本語、フランス語、英語の3か国語で会話する家庭環境で育ったことから、これらを巧みに操るトライリンガルである。加えてアラビア語、大学の授業でも学んだスペイン語、K-POPで興味を持った韓国語を学習中である。
趣味は茶道、ファッションリサーチ、海外ドラマ鑑賞。特技は言語習得、時差ボケを早く治す。

## 出演

### 雑誌
- Soup.（株式会社スープ）
- GLAMOROUS（講談社）
- NYLON JAPAN（カエルム）
- VoCE（講談社）
- FUDGE Sis（三栄書房）
- an・an（マガジンハウス）
- ゼクシィ（リクルート）
- 25ans（ハースト婦人画報社/講談社）
- LARME（徳間書店）

### スチール
- favorito（2013年、ラゾーナ川崎）
- タビオ靴下屋（2013年）
- イオントップバリュ（2013年）
- SILAS WOMAN
- 銀座カラー
- adidas neo（アディダス）
- クリニカ エナメルパール（ライオン）
- Ravijour

### ショー
- CANDY STRIPPER
- i Collection
- NICE CLAUP
- GirlsAward 2015 SPRING/SUMMER（2015年4月29日、国立代々木競技場第一体育館）[8]
- 札幌コレクション2015
- 東京ガールズコレクション2015 A/W